# Dipartimento dell'amministrazione penitenziaria
Il Dipartimento dell'amministrazione penitenziaria (DAP) è uno dei cinque dipartimenti in cui si divide il Ministero della giustizia italiano. Da esso dipende il Corpo di polizia penitenziaria.
Fu istituito con la legge 15 dicembre 1990 n. 395, in sostituzione della precedente  Direzione generale degli istituti di prevenzione e pena. Si articola sul territorio in provveditorati regionali dell'amministrazione penitenziaria, che amministrano gli istituti penitenziari per adulti, presenti in tutte le regioni. 
Il capo dipartimento dal maggio 2025 è Stefano Carmine De Michele. Il vice capo del dipartimento è Massimo Parisi.

## Organizzazione
Alle dipendenze del DAP vi sono:
- Direzione generale del personale
- Direzione generale dei detenuti e del trattamento
- Direzione generale della formazione
- Direzione generale per la gestione dei beni, dei servizi e degli interventi in materia di edilizia penitenziaria
- 11 Provveditorati regionali (organi periferici):
  - Calabria
  - Campania
  - Emilia Romagna-Marche
  - Lazio-Abruzzo-Molise
  - Lombardia
  - Piemonte-Liguria-Valle d'Aosta
  - Puglia-Basilicata
  - Sardegna
  - Sicilia
  - Toscana-Umbria
  - Veneto-Friuli VG-Trentino AA
- il Corpo di polizia penitenziaria.

### Vertici
Il capo del dipartimento dell'Amministrazione penitenziaria, di solito scelto nei ruoli della magistratura, beneficia della indennità prevista per il capo della Polizia, il comandante generale dei Carabinieri ed il Comandante generale della Guardia di finanza, ed è membro effettivo del Comitato nazionale per l'ordine e la sicurezza pubblica.

## Compiti e funzioni
Il compito del DAP è quello di provvedere a garantire l'ordine e la sicurezza all'interno degli istituti penitenziari italiani, lo svolgimento dei compiti inerenti all'esecuzione della misura cautelare della custodia in carcere delle pene e delle misure di sicurezza detentive, delle misure alternative alla detenzione.
Provvede inoltre: all'attuazione della politica dell'ordine e della sicurezza degli istituti e servizi penitenziari e del trattamento dei detenuti e degli internati, nonché dei condannati ed internati ammessi a fruire delle misure alternative alla detenzione; al coordinamento tecnico operativo ed alla direzione e amministrazione del personale penitenziario, nonché al coordinamento tecnico-operativo del predetto personale e dei collaboratori esterni dell'amministrazione; alla direzione e gestione dei supporti tecnici, per le esigenze generali del Dipartimento medesimo.

## Capi del dipartimento
- Nicolò Amato (1983-1993)
- Adalberto Capriotti (1993-1995)
- Salvatore Cianci (1995-1996)
- Michele Coiro (1996-1997)
- Alessandro Margara (1997-1999)
- Gian Carlo Caselli (1999-2000)
- Paolo Mancuso (interim) (2000-2001)
- Giovanni Tinebra (2001-2006)
- Ettore Ferrara (2006-2008)
- Franco Ionta (2008-2012)
- Giovanni Tamburino (2012-2014)
- Santi Consolo (2014-2018)
- Francesco Basentini (2018-2020)[3]
- Bernardo Petralia (2020-2022)
- Carlo Renoldi (2022-2023)
- Giovanni Russo (2023-2025)
- Lina di Domenico (interim) (2025)
- Stefano Carmine De Michele (dal 2025)